# Nordsee-Expedition Pommerania
Nordsee-Expedition Pommerania bezeichnet zwei deutsche wissenschaftliche Exkursionen mit dem Schiff S.M. Avisodampfer Pommerania unter dem Kommando von Kapitänleutnant Hoffmann in den Jahren 1871 und 1872.

## Verlauf
Die Expeditionen fanden unter Leitung der Commission zur wissenschaftlichen Erforschung der deutschen Meere in Kiel statt. Im Frühjahr 1870 wurde vom Ministerium der landwirtschaftlichen Angelegenheiten eine Kommission zur wissenschaftlichen Untersuchung der deutschen Meere eingesetzt und Karl August Möbius als Vertreter der Zoologie ernannt. In dieser Eigenschaft nahm er mit Victor Hensen, Paul Wilhelm Magnus und weiteren Forschern an den Untersuchungsfahrten, die mit S.M. Avisodampfer Pommerania im Jahre 1871 durch den größten Teil der Ostsee, das Kattegat und Skagerrak und im Jahre 1872 durch die Nordsee unternommen wurden, teil.